# 아리아 리조트 앤드 카지노

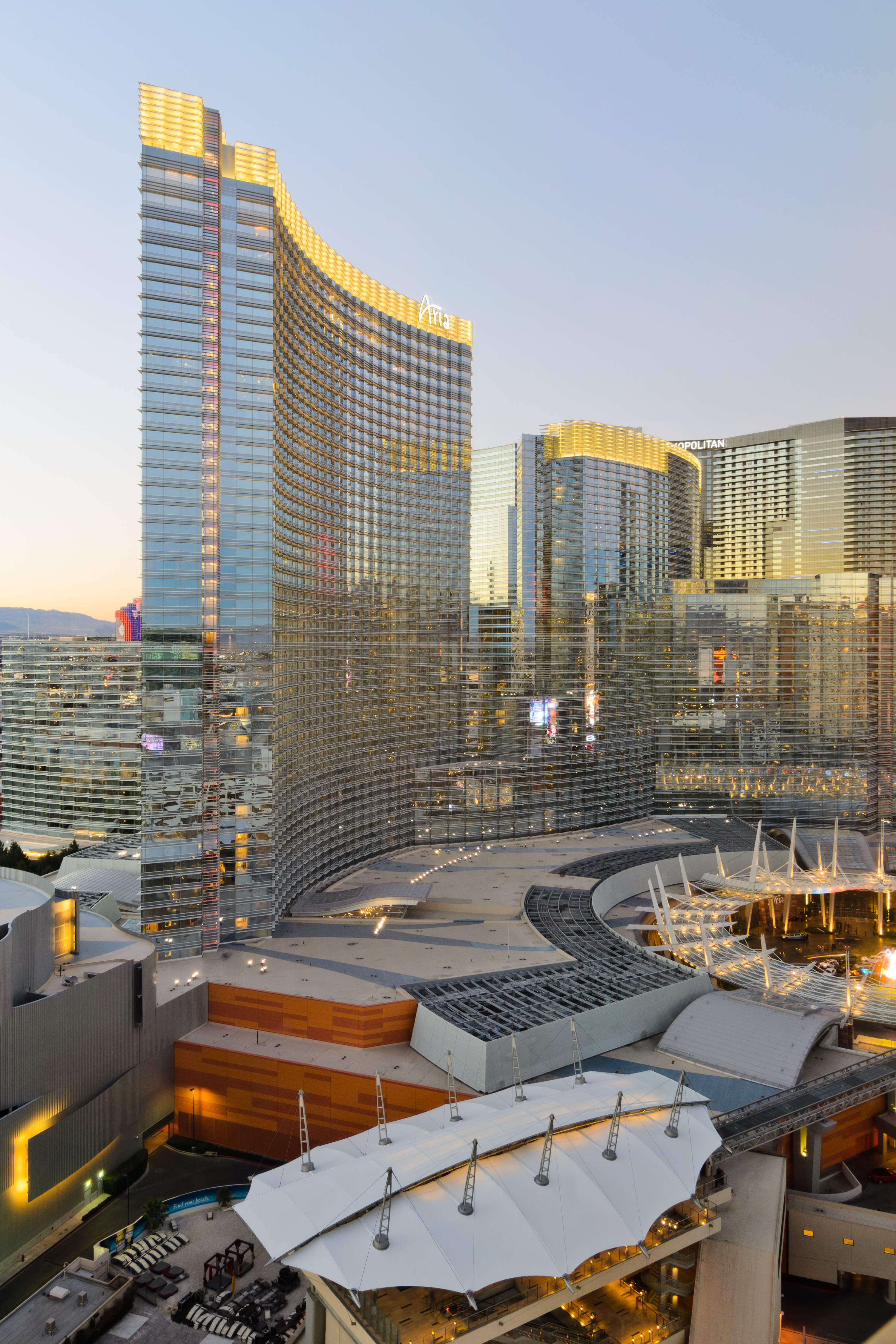
아리아 리조트 앤드 카지노

아리아 리조트 앤드 카지노(Aria Resort and Casino)는 미국 네바다주 패러다이스 라스베이거스 스트립에 위치한 호텔, 카지노이다. MGM 리조트 인터내셔널과 인피니티 월드 디벨로프먼트의 합작투자로 2009년 12월 16일 문을 열었다. 2021년 MGM은 Aria에 대한 Dubai World의 소유 지분과 인근 Vdara 호텔을 매입하여 두 곳 모두에 대한 완전한 소유권을 얻었다.

## 대중문화 속의 리조트
- 아리아는 마이클 더글러스, 로버트 드니로, 모건 프리먼, 케빈 클라인 주연의 2013년 공개된 영화 《라스트베가스》의 주요 배경이 되었다.[2]

- 아리아는 또한 제시 아이젠버그, 마크 러펄로, 우디 해럴슨, 멜라니 로랑, 아일라 피셔, 데이브 프랭코 주연의 2013년 영화 《나우 유 씨 미: 마술사기단》에도 등장하였다.